# Dioscorea araucana
Dioscorea araucana là một loài thực vật có hoa trong họ Dioscoreaceae. Loài này được Phil. mô tả khoa học đầu tiên năm 1873.